# HD 164595
إتش دي 164595 (بالإنجليزية: HD 164595)‏ هو نجم من التصنيف النجمي G type ويُرى في اتجاه كوكبة العملاق. يبعد هذا النجم عن الأرض بـ
28.927 فرسخ فلكي (أي نحو 94.4 سنة ضوئية).
فيما تبلغ درجة لمعانه 7 قدر ظاهري، ويُمكن مشاهدته بمنظار مقرب بسيط، حيث يمكن التعرف عليه لقربه من فيغا الموجود في كوكبة ليرا.
يتبع النجم إتش دي 164595 كوكب واحد وهو إتش دي 164595 ب، هذا الأخير يدور حول النجم في دورة قدرها 40 يوم، فيما تبلغ كتلته نحو 16 ضعفا من كتلة الأرض.
إتش دي 164595 هو من التصانيف النجمية للشمس: G2V، أما درجة حرارة سطحه فتُماثل درجة حرارة سطح الشمس؛ حيث تبلغ 5,790 بالمقارنة بدرجة حرارة سطح الشمس البالغة 5,778 كلفن، أما معدنيته فهي منخفضة إلى حد ما، كما يبلغ عمره نحو 4.5 مليار سنة ضوئية بينما يصل عمر الشمس إلى 4.6 مليار سنة ضوئية.
هذا وتجدر الإشارة إلى أن النجوم التي يبلغُ عمرها نحو 4.6 مليار سنة عادة ما تكون في حالة استقرار، كما تكون معدنيتها مناسبة وحجمها أيضا مناسب وهذا كله يجعلها مستقرة من ناحية نشاطها الإشعاعي، حيث أن إشعاعها لا يتغير كثيرا.

## إشارة لاسلكية من جهة إتش دي 164595

تصنيف مورغان - كينان الأطياف النجوم. أغلب الأجرام السماوية هي من نوع أقزام M-dwarfs, فهي تمثل 76% من المجموع. الشمس وعمرها 4.6 مليار سنة من التصنيف G2V (نجم برتقالي اللون) وتفوق كتلتها 95% من كتل النجوم. من ضمن النجوم توجد نحو 7.6% منها بالتصنيف G. أكبر النجوم هي من نوع-O وهي نادرة الوجود (زرقاء).

في يوم 15 مايو 2015 رَصَدَ علماء الفلك الروس إشارة راديوية قصيرة قدرها 11  جيحا هيرتز (طول الموجة ما بين 7و2  سنتيمتر)
وكان مجموعة العلماء يعملون تحت إشراف العالم «ن. بورزوف»، وكذلك الباحث الفلكي «كلاوديو ماكوني» الذي يعمل على مرصد راتان 600 الراديوي؛ وهو أكبر مرصد راديوي يُستخدم لقياس الموجات الراديوية الآتية من خارج الأرض، ورُبما كانت الإشارة عبارة عن إشارة راديوية من الأرض أو مِن جُرم سماوي أبعد ووصلت للعلماء عن طريق عدسة جاذبية معينة، وقد رشح العلماء الإشارة أن تكون آتية من مخلوقات عاقلة متقدمة في التكنولوجيا وتُريد الاتصال بأهل الأرض.
شوهدت الإشارة مرة واحدة لمدة ثانيتين، وقام بتسجيلها تلسكوب واحد، لذلك فهي تُعد من المرتبة الأولى (أي أنها لا تعني شيئا) وقد تَكون من المرتبة الثانية (أي أن احتمالها وجودها ضعيف)، وقد انتظر العلماء التأييد والتأكد، حيث قاموا بقياس ما يأتي من إتجاه إتش دي 164595 ورصدوه 39 مرة ولكن لم يتكرر الاستقبال مرة ثانية.
تلك المشاهدات كانت ستوصف في المؤتمر العلمي بتاريخ 27 سبتمبر 2016، ولكن «بول جيلستر» من مجموعة سنتوري دريم (بالإنجليزية: Centauri Dreams)‏ كان قد شد انتباه الأوساط الإعلامية والعلمية عندما عَرض بعض البيانات المهمة في 27 أغسطس 2016 في صفحته الاجتماعية على الإنترنت.
جاءت أنباء من الأوساط الإعلامية في 29 أغسطس 2016 تُشير إلى أن الإشارة قد تكون من مدنية، نوع II (رشحها العلماء الإشارات باعتبارها قادمة من عقلاء متقدمين في التقنية وتفوق ما وصل إليه الإنسان).
تتم متابعة سيتي وميتي بواسطة مصفوف تلسكوب ألن وكذلك بالمرصد الضوئي.
وكان أحد المخضرمين من معهد سيتي وهو الباحث «ست شوستاك» قد صرح لمجلة «جيكواير» قائلا: «أنت تريد التأييد بأن يسجل تلسكوب ثاني تلك الإشارة؟ ولكنها حقيقية! الإشارة قد تكون واقعية ولكني لا أعتقد بأنها من عاقل من خارج الأرض ... توجد احتمالات كثيرة لمثل تلك الإشارة الواسعة الحيز، ويُمكن أن يكون مصدرها ظاهرة طبيعية أو تداخل من إشارات أرضية»، أما بيكولاس سنتزيف من «جامعة تكساس إيه أند إم» فقد صرح لمجلة «أرس تكنيكا» قائلا: «الإشارة من نوع الإشارات الحربية، وقد تكون إشارة اتصال من قمر صناعي يحاول الحفاظ على سرية العملية؛ بالتالي فهي لا تكون معروفة لدى العلماء المشتركين في مشروع سيتي.»
وأما علماء مركز بيركلي لبحوث سيتي وعلماء من جامعة كاليفورنيا فقد قاموا بمشاهدة HD 164595 بواسطة تلسكوب غرين بانك، ولم يحصلوا على أي إشارة من نفس الموقع وتحمل نفس التردد الذي سجله تلسكوب راتان 600 الراديوي.
تقول الأوساط الإعلامية أن الإشارة التي سجلها راتان 600 قوية بحيث يمكن استنباط مصدرها والتأكد من أنه يُرسل طاقة قدرها ألف ميجا واط، وهذا القدر غير مُحتمل لأنه يعادل نصف الطاقة التي تنتجها جميع المحطات الكهربائية في العالم.

## اقرأ أيضا
- سيتي
- مقراب راديوي
- نطاق صالح للسكن
- واو!
- سيتي النشيط
- سهيل (نجم)
- سي بي 230
- بروكسيما بي
- مرصد غرين بانك